# Römerswil
Römerswil é uma comuna da Suíça, no Cantão Lucerna, com cerca de 1.495 habitantes. Estende-se por uma área de 17,39 km², de densidade populacional de 86 hab/km². Confina com as seguintes comunas: Ermensee, Gelfingen, Gunzwil, Hildisrieden, Hitzkirch, Hochdorf, Hohenrain, Neudorf, Rain, Retschwil.
A língua oficial nesta comuna é o Alemão.